# Camada negra
Camada negra es una película dramática española; la segunda y más explícitamente política del director Manuel Gutiérrez Aragón. 
Concebida en vida de Franco, la escritura del guion avanzaba en libertad y atrevimiento a medida que el régimen dictatorial se extinguía.
Resultó premiada en el Festival de Berlín, pero su exhibición en España fue oficialmente prohibida por la censura cinematográfica hasta octubre de 1977, registrándose en su estreno diversos ataques de grupos ultraderechistas.

## Argumento
Tatín es un joven de quince años que entra a formar parte de un grupo clandestino de activistas falangistas, liderado por una mujer fanática y violenta. Para ello deberá cumplir una serie de condiciones.

## Premios
- Festival Internacional de Cine de Berlín: Oso de Plata a la mejor dirección
- Fotogramas de Plata: Mejor intérprete de cine español (Ángela Molina)